# Inoculatie

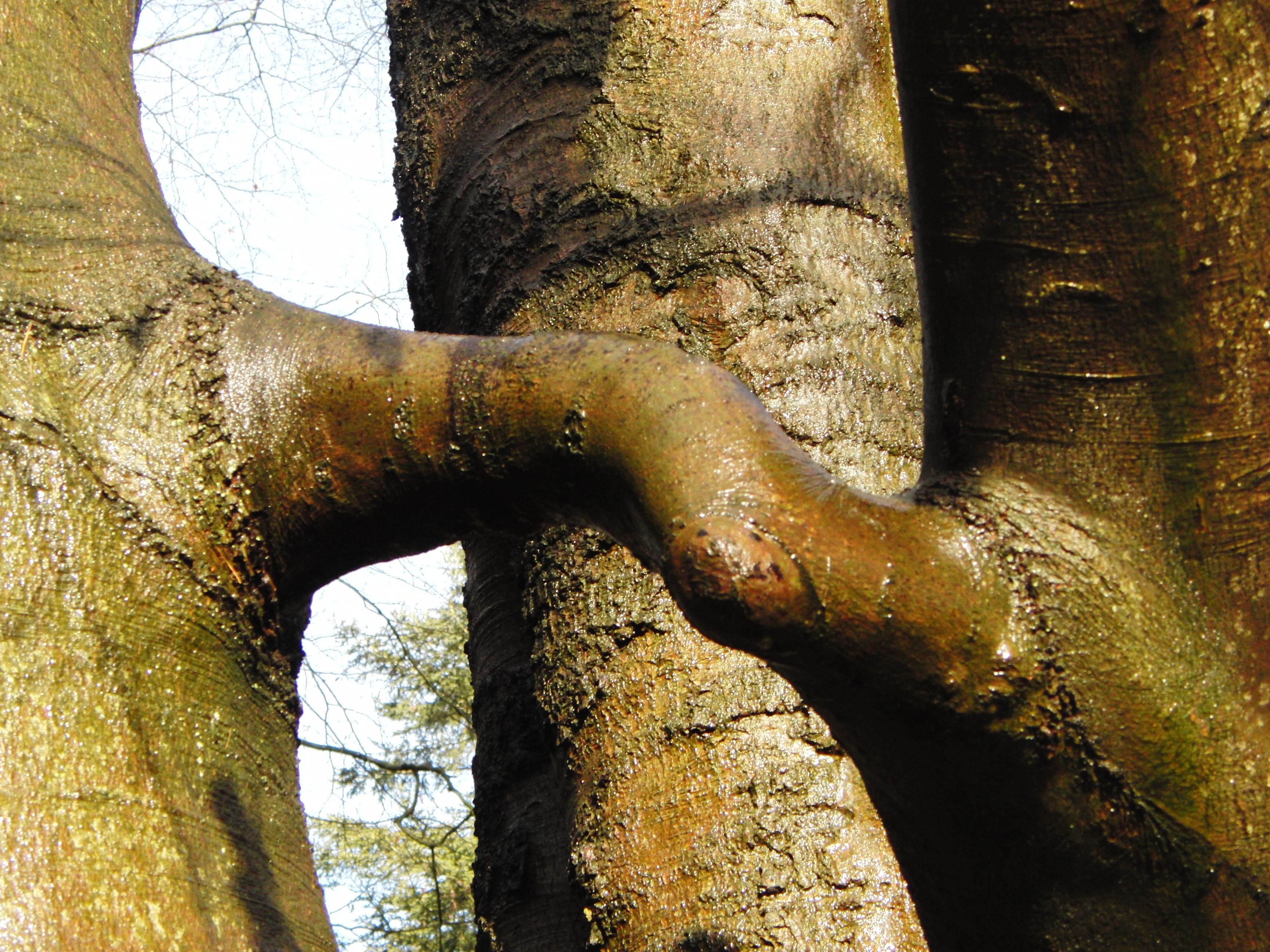
Inoculatie van twee beuken (Fagus sylvatica)

Inoculatie is de term voor een verschijnsel waarbij de takken van bomen samengroeien als ze langdurig met elkaar in aanraking komen. Inoculatie kan gezien worden als een natuurlijke wijze van enten en oculeren.
Bovengronds schuren takken onder de invloed van wind tegen elkaar waardoor de bast beschadigd raakt. Na verloop van tijd is al het schors weg en raakt het cambium van de takken elkaar waardoor de takken kunnen samengroeien. Dit verschijnsel kan ook ondergronds optreden in het wortelstelsel zodat de bomen water en nutriënten kunnen delen.
Natuurlijk enten komt vaak voor bij bomen van dezelfde soort. Tussen verschillende soorten is het minder gebruikelijk.